# 가미카와 요코
가미카와 요코(일본어: 上川陽子, 1953년 3월 1일~)는 일본의 정치인이다. 자유민주당의 제7기 중의원 의원(시즈오카현 제1구), 제99·100·104대 법무대신, 제152대 외무대신을 역임하였다.

## 역대 선거 결과
|  | 11.86% |

|  | 24.23% |

|  | 30.21% |

|  | 39.49% |

|  | 37.59% |

|  | 36.18% |

|  | 44.90% |

|  | 46.88% |

|  | 52.35% |